# Sapphire (сингл Lacrimosa)
Sapphire (с нім. сапфір) — ексклюзивний сингл швейцарського гурту Lacrimosa, який був виданий для передплатників німецького музичного журналу Sonic Seducer. Кожен з 600 примірників був вручну пронумерований та підписаний Тіло Вольфом і Анне Нурмі.

## Список композицій
| #  | Назва      | Автор      | Тривалість |
| -- | ---------- | ---------- | ---------- |
| 1. | «Sapphire» | Тіло Вольф | 11:15      |